# São Martinho da Serra
São Martinho da Serra – miasto i gmina w Brazylii, w stanie Rio Grande do Sul. Znajduje się w mezoregionie Centro Ocidental Rio-Grandense i mikroregionie Santa Maria.